# Conmensurabilidad
En matemática, la conmensurabilidad es la característica de dos números conmensurables. Dos números reales, {\displaystyle a} y {\displaystyle b}, que no sean cero, son conmensurables sólo cuando la razón (a/b) es un número racional. Si la razón de (a/b) es  irracional, entonces se dice que es inconmensurable.

## Conmensurabilidad
La idea central del concepto de conmensurabilidad no sólo es la posibilidad de comparación, sino la existencia de un factor común que pueda ser expresado.
El uso proviene de las traducciones de los Elementos de Euclides, en que dos segmentos, {\displaystyle a} y {\displaystyle b}, son llamados conmensurables precisamente si hay un tercer segmento, {\displaystyle c}, que puede ser usado una cantidad de veces entera para producir un segmento congruente a {\displaystyle a}, y otra cantidad de veces también entera para producir un segmento congruente a {\displaystyle b}. Euclides no usó ningún concepto de número real, pero sí usó la noción de congruencia de segmentos (véase algoritmo de Euclides), y que un segmento era más largo o más corto que el otro.
Que a/b sea racional es una condición necesaria y suficiente para la existencia de un número real {\displaystyle c}, y números enteros {\displaystyle m} y {\displaystyle n}, tales que 
{\displaystyle a=mc} y {\displaystyle b=nc}
Asumiendo por simplicidad que tanto {\displaystyle a} como {\displaystyle b} son números positivos, uno puede decir que una regla, marcada en unidades de longitud {\displaystyle c}, se puede usar para medir tanto un segmento de longitud {\displaystyle a} como uno de longitud {\displaystyle b}. Eso significa que hay una unidad común de distancia en términos de la cual, tanto {\displaystyle a} como {\displaystyle b} se pueden medir (o mensurar); de ahí la conmensurabilidad. Si no fuese así, el par {\displaystyle a} y {\displaystyle b} sería inconmensurable.
En teoría de grupos, se puede generalizar a pares de subgrupos notando que en el caso dado, los subgrupos de los enteros (como grupo aditivo) generados respectivamente por {\displaystyle a} y por {\displaystyle b}, se intersecan en el subgrupo generado por {\displaystyle d}, donde {\displaystyle d} es el mínimo común múltiplo de {\displaystyle a} y {\displaystyle b}. La intersección tiene índice finito en los enteros, y por lo tanto en cada uno de los subgrupos. En general, los subgrupos A y B de un grupo son conmensurables cuando su intersección tiene índice finito en cada uno de ellos.
Para los subespacios de un espacio vectorial se puede definir una relación similar, en términos de proyecciones que tienen núcleo y conúcleo de dimensión finita.
En cambio, dos subespacios {\displaystyle \mathrm {A} } y {\displaystyle \mathrm {B} } que son dados sobre un álgebra de Lie {\displaystyle {\mathcal {O}},} no son necesariamente conmensurables si son descritos como representaciones dimensionales infinitas. Además, si los espacios completos de tipos de módulo {\displaystyle {\mathcal {O}}} correspondiente a {\displaystyle {\mathfrak {H}}} y {\displaystyle {\mathfrak {G}}} no son bien definidos, entonces {\displaystyle {\mathfrak {G}}} y {\displaystyle {\mathfrak {H}}} son inconmensurables.
pero también cuando dos números potenciales se juntan forman las magnitudes conmensurables

## Inconmensurabilidad
Inconmensurabilidad es el opuesto a la conmensuralidad. Indica que dos magnitudes no se pueden comparar.
Para los antiguos griegos todo se podía comparar o medir utilizando números enteros. Ejemplo de lo que consiguieron con relaciones numéricas sencillas es la descripción de la escala musical, hoy conocida como escala pitagórica.
Desde la misma Escuela Pitagórica fue demostrado que la diagonal de un cuadrado y el lado del mismo cuadrado no guardan una proporción expresable por números enteros, esto es, que eran inconmensurables. Esto llevó a una crisis, pues los pitagóricos esperaban descifrar todos los enigmas de la naturaleza usando los números y este descubrimiento acabó con su proyecto. 
Conviene aclarar que para la antigüedad griega no existía la noción de número irracional. Sólo consideraban o entendían el número entero o el que hoy llamamos racional y por ello les sorprendió el comprobar que existen números distintos a ellos.

### Ejemplo de la diagonal de un cuadrado
El ejemplo más conocido de la inconmensurabilidad es el de la razón de la diagonal de un cuadrado con respecto a un lado. 
La razón de la diagonal {\displaystyle d} de un cuadrado y su lado {\displaystyle l} es inconmensurable (es irracional).
La demostración de que {\displaystyle d} no es racional se puede hacer de manera indirecta, considerando lo contrario. Se busca llegar a una contradicción. Si se llega a una contradicción, lo contrario no es cierto, y se establecería lo que se desea. En términos lógicos: si queremos demostrar la proposición J, analizamos qué ocurriría si "no J" fuese correcta. Mediante deducciones lógicas a partir de "no J" llegamos a una contradicción. Entonces se concluye que "no J" es falsa y, por lo tanto, J debe ser verdadera. Este método se llama también reducción al absurdo. 
Supongamos que {\displaystyle {\begin{matrix}{\frac {d}{l}}\end{matrix}}} (la razón de la diagonal {\displaystyle d} y el lado {\displaystyle l}) es conmensurable.
{\displaystyle \left({\frac {d}{l}}\right)={\frac {a}{b}}}

donde {\displaystyle a} y {\displaystyle b} son conmensurables (enteros) y no tienen factores en común (primos relativos). Por el teorema de Pitágoras se debe:

{\displaystyle d^{2}=l^{2}+l^{2}=2l^{2}\,\!}
{\displaystyle \Rightarrow \;{\frac {d^{2}}{l^{2}}}=2}
{\displaystyle \Rightarrow \;\left({\frac {d}{l}}\right)^{2}=2}

Entonces, por la hipótesis y la ecuación anterior: 

{\displaystyle {\frac {a^{2}}{b^{2}}}=2}
{\displaystyle \Rightarrow \;a^{2}=2b^{2}}

Esto significa que {\displaystyle a^{2}} es par, por lo que {\displaystyle a} también es par. {\displaystyle b} no puede ser par porque si {\displaystyle a} y {\displaystyle b} fueran pares, tendrían un factor común (lo que se especuló no era el caso). Entonces {\displaystyle b} es impar. Por ser par, {\displaystyle a=2k} (siendo {\displaystyle k} un entero) y sustituyendo en la ecuación.

{\displaystyle (2k)^{2}=2b^{2}\;}
{\displaystyle \Rightarrow \;4k^{2}=2b^{2}}
{\displaystyle \Rightarrow \;{\frac {4k^{2}}{2}}=b^{2}}
{\displaystyle \Rightarrow \;2k^{2}=b^{2}}

{\displaystyle b^{2}} es, por ende, par. Pero {\displaystyle b} no puede ser par e impar simultáneamente. Como consecuencia, la hipótesis de que {\displaystyle {\begin{matrix}{\frac {d}{l}}\end{matrix}}} es conmensurable es contradictoria. {\displaystyle {\begin{matrix}{\frac {d}{l}}\end{matrix}}} es inconmensurable. 

### Ejemplo gramatical
"El amor entre Gerard y Paula es tan grande que es inconmensurable"   

## Conmensurabilidad ética
En las teorías del valor, definimos conmensurabilidad como la posibilidad de estimar conforme a una misma unidad de medida si la ocurrencia de uno u otro valor es más o menos valiosa que la ocurrencia de dicho otro. Algunas posturas axiológicas defienden que es posible realizar una comparación entre los distintos valores de acuerdo a una escala numérica. Son, por tanto, valores conmensurables. Sin embargo, otras posturas defienden que, aunque comparables, resulta imposible asignar una unidad de medida común a estos valores. Este sería un caso de inconmesurabilidad. El término incomensurabilidad designa la situación que se da cuando hay valores que no son conmensurables, es decir, no pueden reducirse a una escala de valoración cardinal común. Un ejemplo de inconmensurabilidad sería el siguiente: ante la comparación entre la Novena sinfonía de Beethoven y Crimen y castigo de Dostoyevski, podríamos encontrarnos con dificultades a la hora de asignar un valor cardinal según una unidad de medida en común y aun así considerar que una de las dos es más valiosa que la otra, aunque no sepamos calcular con precisión exacta en qué medida esto es así, pero si a una de estas opciones, en caso de tener que salvar una, por ejemplo, le sumamos otro valor, sea una chocolatada, esta pasará a poseer un mayor valor que su opuesta, ya que en esa escala común, con la suma de algo más allá de estas dos, hace inclinar la balanza en favor de la opción que implica la chocolatada. En el plano normativo, la conmensurabilidad resulta un hecho bastante intuitivo. En este sentido, podríamos definir la conmensurabilidad como la posibilidad de estimar siguiendo una misma unidad de medida la primacía del seguimiento de una prescripción respecto a otra.
Existen ciertas posturas que predican la posible comparación de valores mediante términos cardinales, esto es una consideración de que dichos valores son conmensurables, aunque bien se puede dar el caso de que no se sepa valorar diversas opciones de forma cardinal, aun sabiendo, quizás, cual es más valiosa que la otra, esto es un caso de inconmensurabilidad. 
Se puede dar el caso de no poder comparar dos valores inconmensurables aun a pesar de que a una opción se le añada otro valor aparte, el cual puede resultar extravagante y también inconmensurable.
Así pues esta problemática se solventa con los triunfos.[cita requerida]

### Triunfos
Modo de defender que dos valores sean comparables pero no conmensurables y que evite los problemas que trae consigo el rechazo de la conmensurabilidad. Esto es aceptar que un valor (en teoría del valor) o una prescripción (en teoría normativa) prevalece siempre sobre otros valores o prescripciones y son conocidos como triunfos. Por ejemplo, si consideramos que el placer que se recibe con un masaje es un triunfo, ese placer siempre será mayor (en cualquier medida, por mínima que sea) que otro placer. Como consecuencia de esto, aunque rechacemos la conmensurabilidad, podremos elegir qué valor prevalece sobre otro ya que uno siempre impera sobre el resto.
Las  normas que ofrece la deontología son ejemplo de  triunfos  en  la medida en que no está justificado el incumplimiento de estas.   
Hay  una serie  de  teorías  deontológicas, que  aceptan  que  las normas deontológicas puedan ser triunfos solo hasta cierto punto. Así es que se permite su incumplimiento cuando lo contrario puede llevar a una catástrofe. Ante esto se ofrece un triunfo meramente parcial, válido hasta tal punto. Esto es una discontinuidad.[cita requerida]

### Discontinuidad
Podemos hacer una distinción entre dos discontinuidades dependiendo del campo al que se apliquen: Discontinuidad en la teoría del valor: hay discontinuidad entre dos valores si uno de ellos prevalece como un triunfo sobre lo otro a partir o antes de un cierto umbral. Discontinuidad en teoría normativa: hay discontinuidad entre dos prescripciones se una de ellas prevalece como un triunfo sobre a otra a partir o antes de un cierto umbral. El caso del deontologismo del umbral pondría un límite “por encima” a la aplicación del umbral, pero hay casos en el que el umbral pondría un límite “por debajo”. Por ejemplo, supongamos que aceptamos la idea de que hay placeres superiores que son triunfos sobre otros que son inferiores. Según esto, disfrutar de cinco minutos del juego del ajedrez podría tener más valor que disfrutar cientos de años de sexo. Sin embargo, si en vez de ser cinco minutos de ajedrez fueran solo cinco segundos tal vez a conclusión sería distinta. El motivo sería que en ese lapso de tiempo tan breve no daría tiempo aún a uno disfrutar pleno de placer intelectual. Así la posición discontinua podría decir que solo a partir de una cierta cantidad e intensidad los placeres superiores serían realmente superiores.[cita requerida]